# 세계수의 미궁
《세계수의 미궁》(일본어: 世界樹の迷宮)은 세가와 아틀러스가 제작한 던전 탐험 롤플레잉 비디오 게임 시리즈이다. 2007년에 발매된 《세계수의 미궁》을 시작으로 본편 여섯 작품을 포함한 게임들이 발매됐다.
2016년을 기준으로 전세계 판매량 150만 장을 기록했다.

## 게임 목록

### 주요 시리즈
- 《세계수의 미궁》 (2007)
- 《세계수의 미궁 II: 제왕의 성배》 (2008)
- 《세계수의 미궁 III: 성해의 내방자》 (2010)
- 《세계수의 미궁 IV: 전승의 거신》 (2012)
- 《세계수의 미궁 V: 오랜 신화의 끝》 (2016)
- 《세계수의 미궁 X》 (2018)

### 리메이크
- 《신 세계수의 미궁: 밀레니엄의 소녀》 (2013)
- 《신 세계수의 미궁 2: 파프니르기사》 (2014)

### 스핀오프
- 《세계수와 불가사의 던전》 (2015)
- 《세계수와 불가사의 던전 2》 (2017)